# Militocodon
Militocodon är ett släkte av ursprungliga däggdjur som levde för cirka 65 miljoner år.
Släktets medlemmar hade en vikt av cirka 500 g och en storlek som kan jämföras med en chinchilla, en mård eller en kattbjörn. Utseendet uppskattas likna de senare. Däremot var djuret en medlem av gruppen Condylarthra, som betraktas som primitiva hovdjur. Fossil hittades i delstaten Colorado i USA. Sedimenten bildades enligt undersökningar cirka 600 000 år efter meteoritnedslaget som skapade Chicxulubkratern. Fyndet består av ett kranium och några skelettdelar. Den enda kända arten är Militocodon lydae. Den liknar andra stora medlemmar i familjen Periptychidae.
Släktnamnet hedrar paleontologen Sharon Milito. Artepitet hedrar Lydia Hill som är anställd vid ett museum i Denver.